# Leptochilus muscatensis
Leptochilus muscatensis är en stekelart som beskrevs av Giordani Soika 1979. Leptochilus muscatensis ingår i släktet Leptochilus och familjen Eumenidae. Inga underarter finns listade i Catalogue of Life.